# Chlamydomonas
Chlamydomonas ist eine Gattung einzelliger Grünalgen, die vor allem im Süßwasser, aber auch marin vertreten ist. Charakteristisch für ihr Aussehen sind zwei gleichartige (isokonte) Geißeln. In der Forschung ist Chlamydomonas reinhardtii als gut untersuchter Modellorganismus von Bedeutung.

## Beschreibung

Schnitt durch C. reinhardtii
1. Geißel, 2. Mitochondrium, 3. Kontraktile Vakuole, 4. Augenfleck, 5. becherförmiger Chloroplast, 6. Golgi-Apparat, 7. Stärkekörner, 8. Pyrenoid, 9. Vakuole, 10. Zellkern, 11. Endoplasmatisches Retikulum, 12. Zellmembran, 13. Zellwand

Die Zellen sind meist sphärisch oder annähernd sphärisch, bei manchen Arten spindelförmig. Am Vorderende sitzen zwei isokonte Geißeln, die bei manchen Arten aber nur im Zuge der Fortpflanzung ausgebildet werden. Im Vorderende selbst befinden sich zwei kontraktile Vakuolen. Jede Zelle enthält nur einen Chloroplasten, dessen Gestalt artspezifisch sehr verschieden ist. Charakteristisch ist außerdem ein Augenfleck im vorderen Teil des Chloroplasten. Die Zellwand besteht aus sieben Schichten und enthält hauptsächlich Glykoproteine, während Zellulose fehlt.

## Vorkommen
Zu den typischen Habitaten gehört neben zeitweilig austrocknenden Kleingewässern und nährstoffreichen Seen auch das feuchte Erdreich. Bei C. reinhardtii wurde nachgewiesen, dass sie in der Umgebung vorhandene Cellulose verwerten kann. Manche Arten wie Chlamydomonas nivalis leben im Schmelzwasser und in Schneefeldern der Arktis, Antarktis und im Hochgebirge, wo sie als Schutz vor der starken Ultraviolettstrahlung Carotinoide einlagern und so das Phänomen des Blutschnees hervorrufen; als Vertreter der sogenannten Schneealgen war sie Alge des Jahres 2019.

## Fortpflanzung
Die vegetative Vermehrung ist die normale Art der Fortpflanzung bei Chlamydomonas. Sie erfolgt nicht durch einfache Teilung, sondern unter Bildung von begeißelten Zoosporen, indem sich eine Zelle innerhalb der Zellwand mehrfach längs teilt und dann die Tochterzellen freigesetzt werden. Letzteres geschieht durch Freisetzung von Enzymen, welche die Zellwand auflösen.
Die sexuelle Fortpflanzung wird durch ungünstige Lebensverhältnisse wie etwa Stickstoffmangel ausgelöst. Wenn sich Gameten unterschiedlicher Typen treffen, haften sie paarweise aneinander und verbinden sich. Erst verschmelzen ihre Protoplasten miteinander (Plasmogamie) und dann die Zellkerne (Karyogamie), sodass eine diploide Zygote entsteht. Die durch die Vereinigung der Gameten entstehende Zygote ist ein Dauerstadium und wird durch eine derbe Wand geschützt. Wenn sie auskeimt, erfolgt unmittelbar die Reduktionsteilung (Meiose); es handelt sich bei Chlamydomonas also um Haplonten, bei denen alle Zellen außer der Zygote haploid sind. Bei der sexuellen Fortpflanzung können die Gameten zu mehreren innerhalb einer Zelle entstehen, die damit zum Gametangium wird, oder eine einzellige Alge wird als Ganzes zu einem Gameten. In beiden Fällen tritt sowohl Isogamie, Anisogamie als auch Oogamie auf, d. h. die Gameten beiderlei Geschlechts können äußerlich gleich sein, oder der weibliche Gamet ist wesentlich größer als der männliche, oder er ist eine unbegeißelte und damit unbewegliche Eizelle. Dabei ist die Isogamie am häufigsten.

## Arten

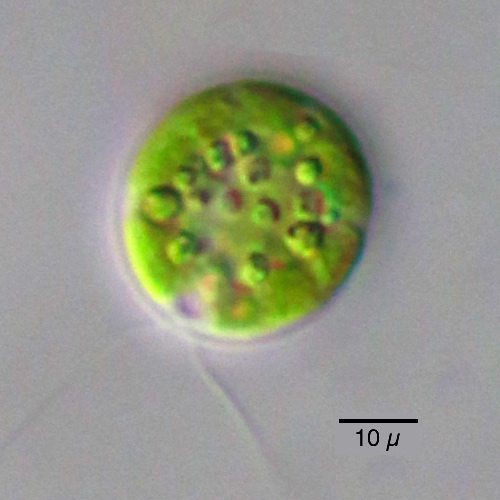
Chlamydomonas globosa, LM-Aufnahme

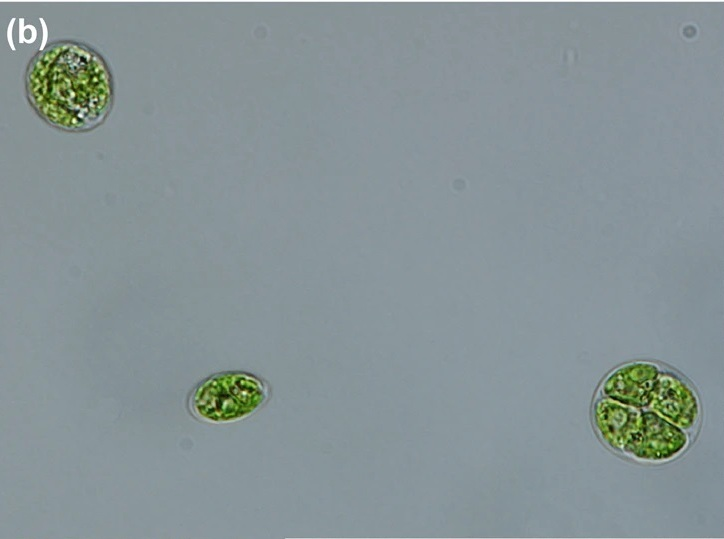
Chlamydomonas pitschmanii isoliert von Böden aus heißen Quellen, LM-Aufnahme

Es sind fast 600 Arten dieser Gattung bekannt, zum Beispiel:
- Chlamydomonas acidophila
- Chlamydomonas caudata
- Chlamydomonas ehrenbergii
- Chlamydomonas elegans
- Chlamydomonas globosa
- Chlamydomonas moewusii
- Chlamydomonas nivalis
- Chlamydomonas ovoidea
- Chlamydomonas pitschmannii
- Chlamydomonas reinhardtii